# Diplomitoporus cunninghamii
Diplomitoporus cunninghamii är en svampart som beskrevs av P.K. Buchanan & Ryvarden 1998. Diplomitoporus cunninghamii ingår i släktet Diplomitoporus och familjen Polyporaceae.   Inga underarter finns listade i Catalogue of Life.